# Cryptosporidium parvum
Cryptosporidium parvum – gatunek protista zaliczany do apikompleksów. Jest pasożytem wewnątrzkomórkowym, który wywołuje kryptosporydiozę niektórych gatunków ssaków (w tym człowieka).

## Morfologia
Trofozoit ma wielkość 1,5–6 µm i łączy się z enterocytami za pomocą wyspecjalizowanych organelli (ang. feeder organelle). Merozoit ma 0,4–2,5 µm. Grubościenna, okrągła lub owalna oocysta ma wielkość 4–6 µm. Sierpowaty sporozoit z pojedynczym jądrem komórkowym ma 0,75–1,5 µm.
Jego roptrie wytwarzają proteazy ułatwiające inwazję.

## Ekologia
Gatunek kosmopolityczny, występuje we wszystkich krajach świata, jednak jego chorobowość (prewalencja) jest różna w poszczególnych regionach – najniższa jest w Europie (1,3%), natomiast najwyższa w Oceanii (16,5%), w Polsce to około 5%.
Jego żywicielami są głównie przeżuwacze (bydło, kozy, owce) oraz w mniejszym stopniu także inne gatunki ssaków (w tym człowiek).

## Chorobotwórczość
U człowieka kryptosporydioza która objawia się: nudnościami, wymiotami, biegunką, a niekiedy również dusznościami, kaszlem oraz gorączką. Zakażenie następuje po spożyciu oocyst, których dawka infekcyjna dla zdrowego człowieka wynosi około 30. U osób ze zmniejszoną odpornością do zainfekowania niekiedy wystarczy tylko jedna cysta, zaś przebieg choroby jest znacznie cięższy (niekiedy nawet śmiertelny). Poza układem pokarmowym, znane są również przypadki zakażeń C. parvum układu oddechowego u dzieci. Jak dotąd nie został jednak poznany jego sposób rozmnażania się w tym układzie.
U zwierząt (poza człowiekiem) zakażenie zwykle przebiega bezobjawowo, jedynie u młodych osobników mogą występować objawy ze strony układu pokarmowego.

## Cykl życiowy

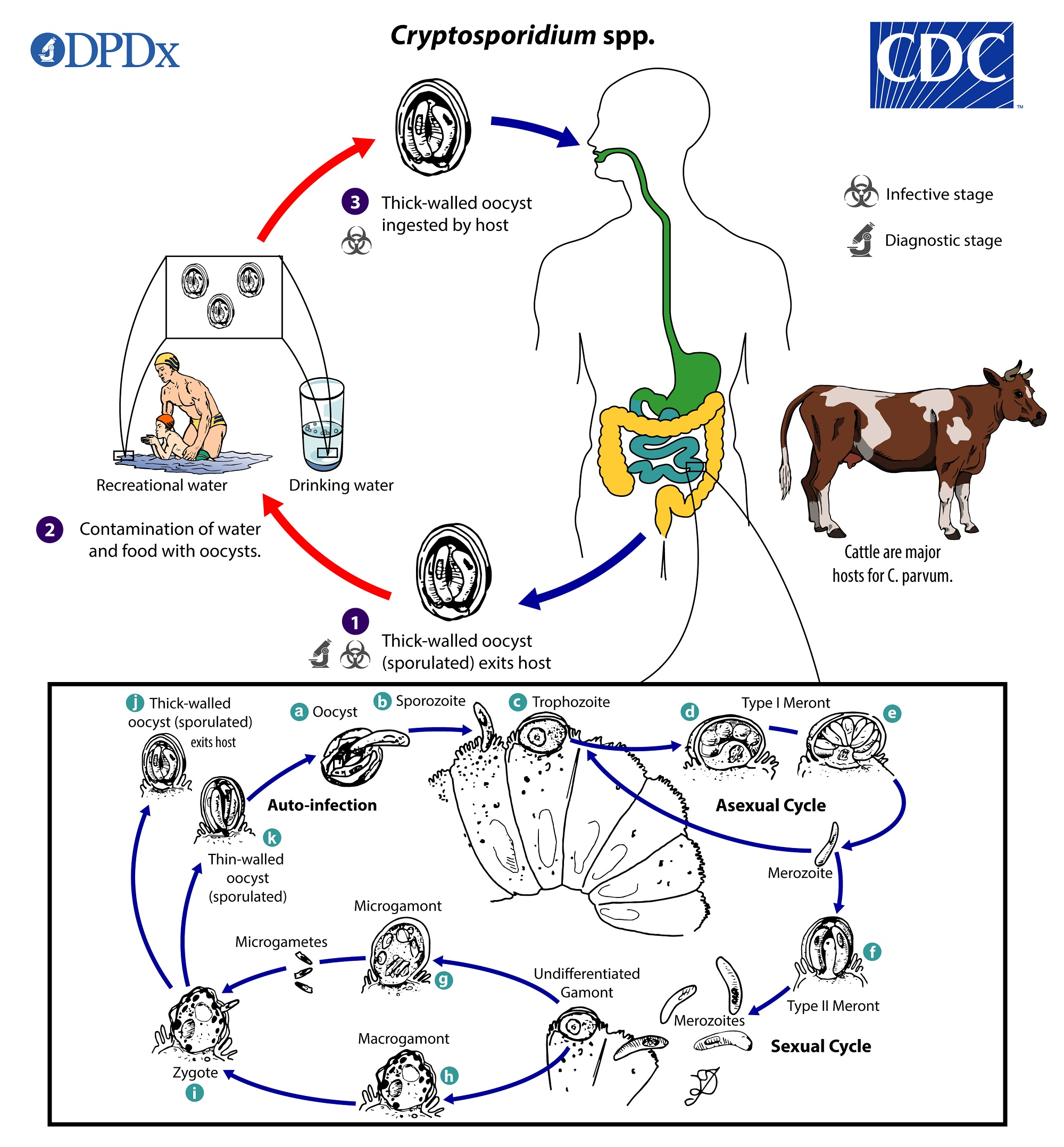
Cykl życiowy Cryptosporidium spp.

Oocysty zawierające sporozoity dostają się do organizmu wraz z pokarmem, wodą lub unoszącym się w powietrzu kurzem. W jelicie cienkim sporozoity uwalniają się z oocyst i przylegają do enterocytów, przez które niemal od razu zostają otoczone, tworząc wakuolę pasożytniczą (ang. parasitophorous vacuole). Sporozoit przekształca się w trofozoit. Po 1–8 dniach zachodzi schizogonia, w wyniku której powstaje 8 merozoitów. Te, po uwolnieniu, zakażają następne enterocyty. Następnie powstają w pełni dojrzałe schizonty (merocyty), każdy z nich zawiera po 4 merozoity, które przekształcają się w makrogametocyty i mikrogametocyty (gamogonia), łączące się w zygotę. Kolejnym etapem jest przekształcenie się zygoty w oocystę, w której powstają 4 sporozoity (sporogonia). Większość oocyst jest wydalana wraz z kałem do środowiska zewnętrznego, jednak około 20% z nich (o znacznie cieńszej otoczce) pęka niemal natychmiast powodując dalszy rozwój zakażenia (autoinwazja).
Podobny cykl życiowy mają protisty z rodzaju Toxoplasma. Również merozoit C. parvum przypomina tachyzoit rodzaju Toxoplasma.